# 短嘴導顎雀
短嘴導顎雀（學名：Hemignathus lucidus），又名短鐮嘴雀，是夏威夷一種極危的管舌鳥。由於最近未有確實的觀察報告，故牠們可能已經滅絕。牠們分佈在海拔1000-2000米的密林中。

## 特徵
雄性短嘴導顎雀的上身及頭部呈黃色，下身較沉色及呈綠色。雌鳥整體呈較深色，下身大部份都呈白色。面部、眼睛及喙都呈黑色。牠們長14厘米。

## 保育狀況
短嘴導顎雀最後於1998年在考艾島及茂宜島見到，後來的觀察報告卻未得到證實。美國漁業暨野生物管理局結論短嘴導顎雀已經滅絕，但國際鳥盟指存有一些疑問，故保持其極危的狀況。牠們的衰落是與失去棲息地、入侵的掠食者及帶病的蚊等有關。

## 外部連結
- BirdLife Species Factsheet （页面存档备份，存于）
- 短嘴導顎雀的立體圖 （页面存档备份，存于）